# Kurt Podleschka
Kurt Podleschka (* 23. November 1902 in Pohrlitz, Österreich-Ungarn; † 17. Januar 1999 in Nürnberg) war ein deutscher Mediziner. Er war Gynäkologe und Geburtshelfer, Hochschullehrer und Stadtmedizinaldirektor.

## Leben und Wirken
Kurt Podleschla wurde 1902 als Sohn von Luise Podleschkla, geborene Peinelt, und des Apothekers Hugo Podleschka geboren. Nach dem Schulbesuch und dem Abitur am Gymnasium in Znaim studierte er an den Universitäten Wien und Prag Medizin. Er wurde 1927 zum Dr. med. promoviert und habilitierte sich 1939 an der Deutschen Universität in Prag, wo er ab 1930 Assistent und ab 1939 Privatdozent war. Danach war er unter anderem Primarius der gynäkologischen Abteilung am Krankenhaus Mährisch-Ostrau – von 1940 bis 1945 Direktor des Staatskrankenhauses. 1947 wurde er Dozent für Frauenheilkunde und 1948 außerplanmäßiger Professor für Geburtshilfe und Gynäkologie an der Universität Erlangen. Daneben war er von 1947 bis 1954 Oberarzt bei der Universitäts-Frauenklinik in Erlangen und wurde 1955 Stadtmedizinaldirektor in Nürnberg. Von 1954 bis 1967 wirkte er als Direktor der Städtischen Frauenklinik Nürnberg. 1967 ging er in den Ruhestand.
Er war Mitglied und 1963/64 Vorsitzender der Bayerischen Gesellschaft für Geburtshilfe und Frauenheilkunde.
Kurt Podleschka war katholisch und ab 1935 mit Johanna Podleschka, geborene Witschl, verheiratet.

## Schriften (Auswahl)
- mit Hans Dworzak:  Über die Anheilungs- und Wachstumsvorgänge autoplastisch in die Augenvorderkammer des Kaninchens verpflanzter Ovarien , Uterus- und Tubenstücke. In: Zeitschrift für Geburtshilfe und Gynäkologie. 1934.
- mit Hans Dworzak: Vergleichende Untersuchungen […]. In: Archiv für Gynäkologie. 1936, S. 340 ff.
- Zum Recht des unehelichen Kindes vom Standpunkte des Geburtshelfers. In: Juristische Rundschau. 1951, S. 8 ff.
- Schwangerschaft und Geburt nach Pneumektomie. In: Geburtshilfe und Frauenheilkunde. Band 13, 1953, S. 1121 ff.
- Das Geburtshilfliche Gutachten im Vaterschaftsprozeß. Hannover 1953.